# Hirudinella spinulosa
Hirudinella spinulosa är en plattmaskart. Hirudinella spinulosa ingår i släktet Hirudinella och familjen Hirudinellidae. Inga underarter finns listade i Catalogue of Life.